# 千葉県道220号八幡宿停車場線
千葉県道220号八幡宿停車場線（ちばけんどう220ごう やわたじゅくていしゃじょうせん）は、千葉県市原市の八幡宿駅から市原市八幡に至る一般県道である。

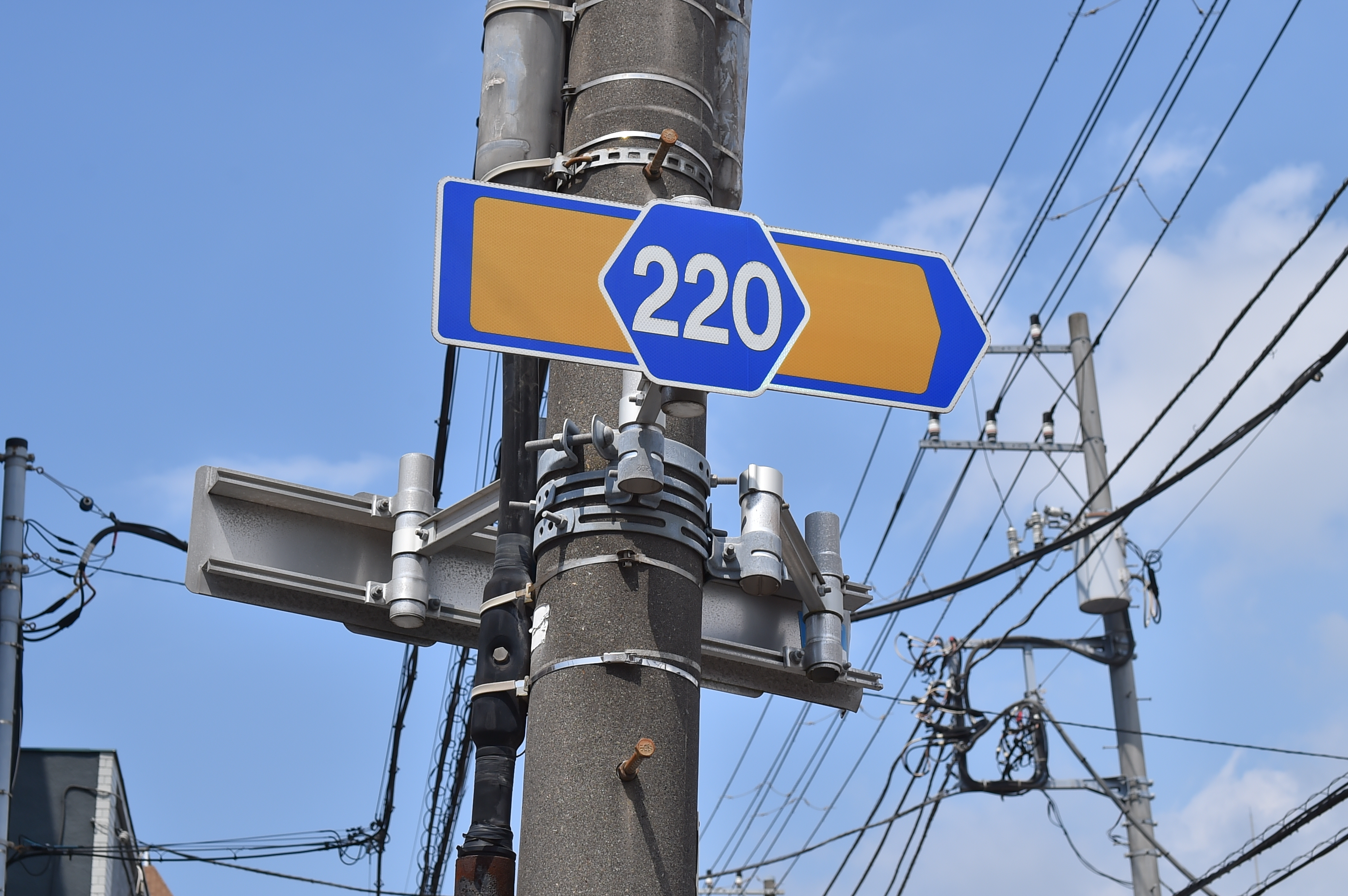
千葉県道220号八幡宿停車場線の道路標識

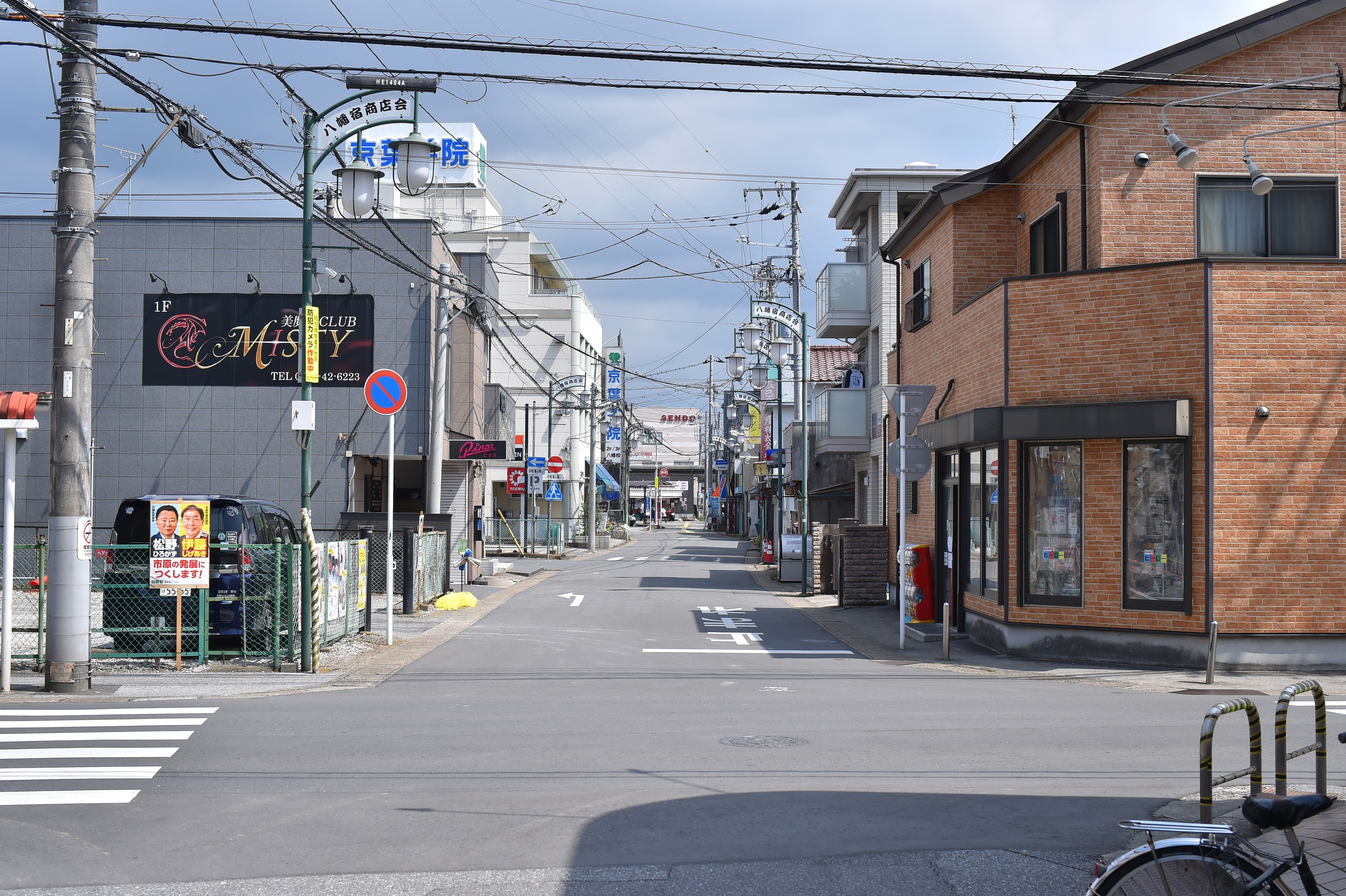
千葉県道220号八幡宿停車場線の全景。千葉県道24号交点からJR八幡宿駅を望む。（2023年5月）

## 路線データ
- 起点：市原市八幡 八幡停車場[1]（内房線八幡宿駅西口駅前広場）
- 終点：市原市八幡[1]（交差点名なし、千葉県道24号千葉鴨川線交点）
- 総延長：0.115 km（市原土木事務所管内：0.115 km）
- 重用延長：なし（市原土木事務所管内：0.0 km）
- 実延長：0.115 km（市原土木事務所管内：0.115 km[1]）

## 地理

### 通過する自治体
- 市原市

### 交差する道路
- 千葉県道24号千葉鴨川線 - 市原市八幡（八幡宿駅入口交差点、終点）

### 沿線
- 千葉信用金庫八幡支店（市原市八幡）